# Teratembiidae
Teratembiidae es una familia de insectos en el orden de los embiópteros. Se encuentran distribuidos en las ecozonas Neártico, Neotropical y Afrotropical.

## Géneros
La familia Teratembiidae incluye los siguientes géneros:
- Dachtylembia
- Diradius
- Oligembia
- Paroligembia
- Teratembia